# Sedam mora
Srednjovjekovni europski i arapski tekstovi često spominju sedam mora. Pritom se ne misli uvijek na ista mora. "Sedam mora" je bio uvriježen izraz u mnogim drevnim pisanim spomenicima prije nego što su ga preuzeli Grci i Rimljani - na primjer, pojavljuje se u prijevodu jedne od Enheudaninih himna Inani (8. himna), napisanoj oko 2300. prije Krista u Sumeru (Meador, 2001). Broj sedam je u mnogim kulturama bio magičan broj, zbog čega su se mnoge stvari prikazivale u skupinama od sedam. "Sedam" se dugo koristio i kao neodređen broj, sinonim za "nekoliko", kao što je slučaj s grčkih "sedam mora" (Hopkins, 1923  Arhivirana inačica izvorne stranice od 15. veljače 2008. (Wayback Machine)). U grčkoj i zapadnjačkoj kulturi, sedam mora je ukazivalo na različite stvari, ovisno o zemlji i razdoblju. Ipak, obično se tih sedam uzimalo među ovih devet vodenih masa:
- Arapsko more
- Crno more
- Crveno more
- Egejsko more
- Indijski ocean
- Jadransko more
- Kaspijsko jezero
- Perzijski zaljev
- Sredozemno more

## Druge skupine mora
Stari Rimljani su imali i druga značenja za septem maria (latinski), koja danas zvuče neobično. Plovna mreža rukavaca u ušću rijeke Po koji su se izlijevali u slane močvare jadranske obale nazivala se "Sedam mora" u tom području. Rimski pisac Plinije Stariji spominjao je te lagune, razdvojene pješčanim sprudovima od otvorenog mora:

"Sve te rječice i jarke nekad su napravili Etrurci, pa se tijek rijeke izlijevao u močvare područja Atrijana koje se nazivaju Sedam mora, sa slavnom lukom etrurskog grada po imenu Atria, po kojem je Jadran dobio ime." (Historia Naturalis, III 120).

Tako danas u Muzeju Septem Maria možemo vidjeti kako se ta civilizacija vode razvijala od prapovijesti do danas. Muzej se nalazi u Adriji u Rovigu, nekadašnjoj Atriji .
John Lightfoot, svećenik i učenjak iz 17. stoljeća, spominje sasvim drukčiji skup mora u svojem Komentaru Novog zavjeta. Poglavlje Sedam mora prema talmudistima i četiri rijeke koje okružuju kopno sadrži "Veliko more" (Sredozemlje), "Tiberijadu" (Galilejsko more), "More Sodome" (Mrtvo more), "Jezero Samocho" i "Sibbichaean".   Arhivirana inačica izvorne stranice od 15. svibnja 2008. (Wayback Machine)
Naposljetku, neke suvremene zemljopisne klasifikacije kažu da svijet ima sedam oceana:
- Sjeverni Tihi ocean
- Južni Tihi ocean
- Sjeverni Atlantski ocean
- Južni Atlantski ocean
- Indijski ocean
- Južni ocean
- Arktički ocean

Djelomično standardizirana ikonografija četiri kontinenta i četiri rijeke svijeta, koju je zasnovala renesansa, uspostavila je jasne slike u europskoj mašti, ali sedam mora se nije jasno razlikovalo - Neptun je vladao nad svima. Rudyard Kipling je jednu zbirku pjesama nazvao The Seven Seas (1896). (Kipling 1896)  Arhivirana inačica izvorne stranice od 22. studenoga 2007. (Wayback Machine)

## Vanjske poveznice
- StraightDope.com  Arhivirana inačica izvorne stranice od 13. svibnja 2008. (Wayback Machine): Sedam mora
- Atlas svijeta: Sedam mora

## Natuknice
- E. Washburn Hopkins, "Origin and Evolution of Religion  Arhivirana inačica izvorne stranice od 15. veljače 2008. (Wayback Machine), 1923.
- Kipling, Rudyard,  'The Seven Seas, 1896.  Arhivirana inačica izvorne stranice od 22. studenoga 2007. (Wayback Machine): e-tekst
- The New Dictionary of Cultural Literacy, 3rd Edition. Houghton Mifflin, 2002.  Arhivirana inačica izvorne stranice od 14. ožujka 2009. (Wayback Machine), samo kaže da je to "popularan izraz za sve svjetske oceane".
- Betty De Shong Meador, prevoditeljica i urednica, 2001., Inanna, Lady of Largest Heart : Poems of the Sumerian High University of Texas. ISBN 0292752423